# Naučná stezka Kolem rybníka Buňkov
Naučná stezka Kolem rybníka Buňkov, nazývaná také naučná stezka Okolo rybníka Buňkov či naučná stezka Okolo rybníka Buňkova, je krátká okružní naučná stezka vedoucí kolem rybníka Buňkov na pravém břehu veletoku Labe. Nachází se na území města Přelouč a okrajově i na území vesnice Břehy v okrese Pardubice v Pardubickém kraji a v Přeloučské kotlině, která je součástí geomorfologického podcelku Pardubická kotlina.

## Historie a popis
Okružní naučná stezka Kolem rybníka Buňkov je zaměřena na historii, místopis, přírodu, rybaření a zajímavostmi rybníka Buňkov, obce Břehy a jejich okolí. Byla postavena v roce 2015 a má délku 3,5 km. Začíná a končí u Autokempu Buňkov a vede po obvodu rybníka Buňkov přes Výrov a to po polních a lesních cestách a silnicích. Převýšení na trase je velmi malé. Stezka je vhodná pro pěší a treková kola. Zřizovatelem je obec Břehy.

### Informační panely
Naučná stezka Kolem rybníka Buňkov má 7 zastavení s informačními panely:
- Obec Břehy a Autokemp Buňkov – N 50°3.27755′, E 15°35.15108′
- Rybník Buňkov – N 50°3.36977′, E 15°35.20347′
- Břehy-Výrov – N 50°3.49128′, E 15°35.46128′
- Zajímavé přírodní lokality – N 50°3.41285′, E 15°35.73197′
- Ptáci v okolí Buňkova – N 50°3.32110′, E 15°35.68328′
- Rybniční hospodářství na Buňkově – N 50°2.96378′, E 15°35.49338′
- Flora z okolí Buňkova – N 50°3.19215′, E 15°35.15302′

## Další informace
Naučná stezka je celoročně volně přístupná. Naučná stezka navazuje a částečně se prolíná s naučnou stezkou Za záchranu lesa a mezinárodní Labskou cyklotrasou (2).

## Galerie

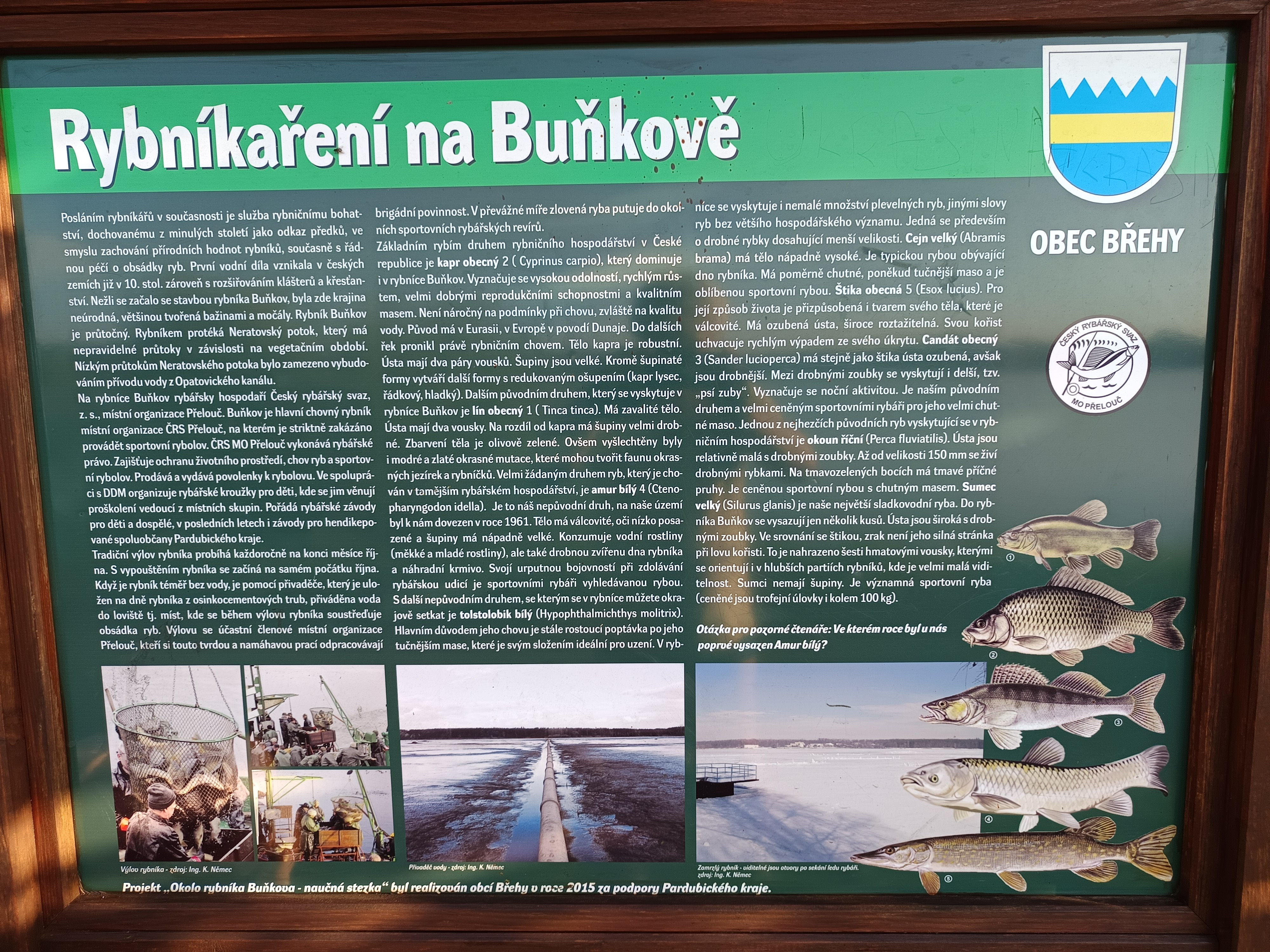
Rybaření na Buňkově
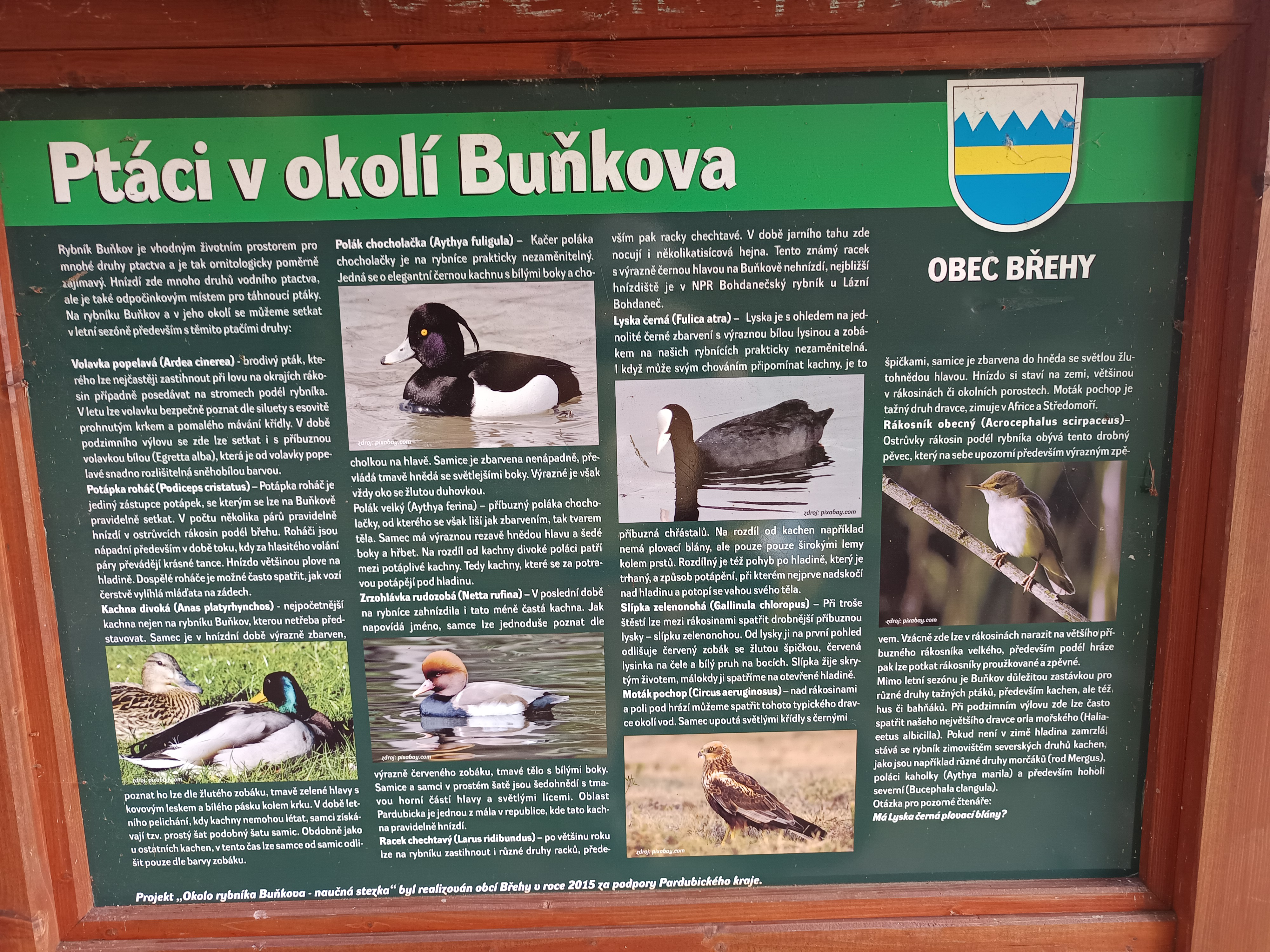
Ptáci v okolí Buňkova
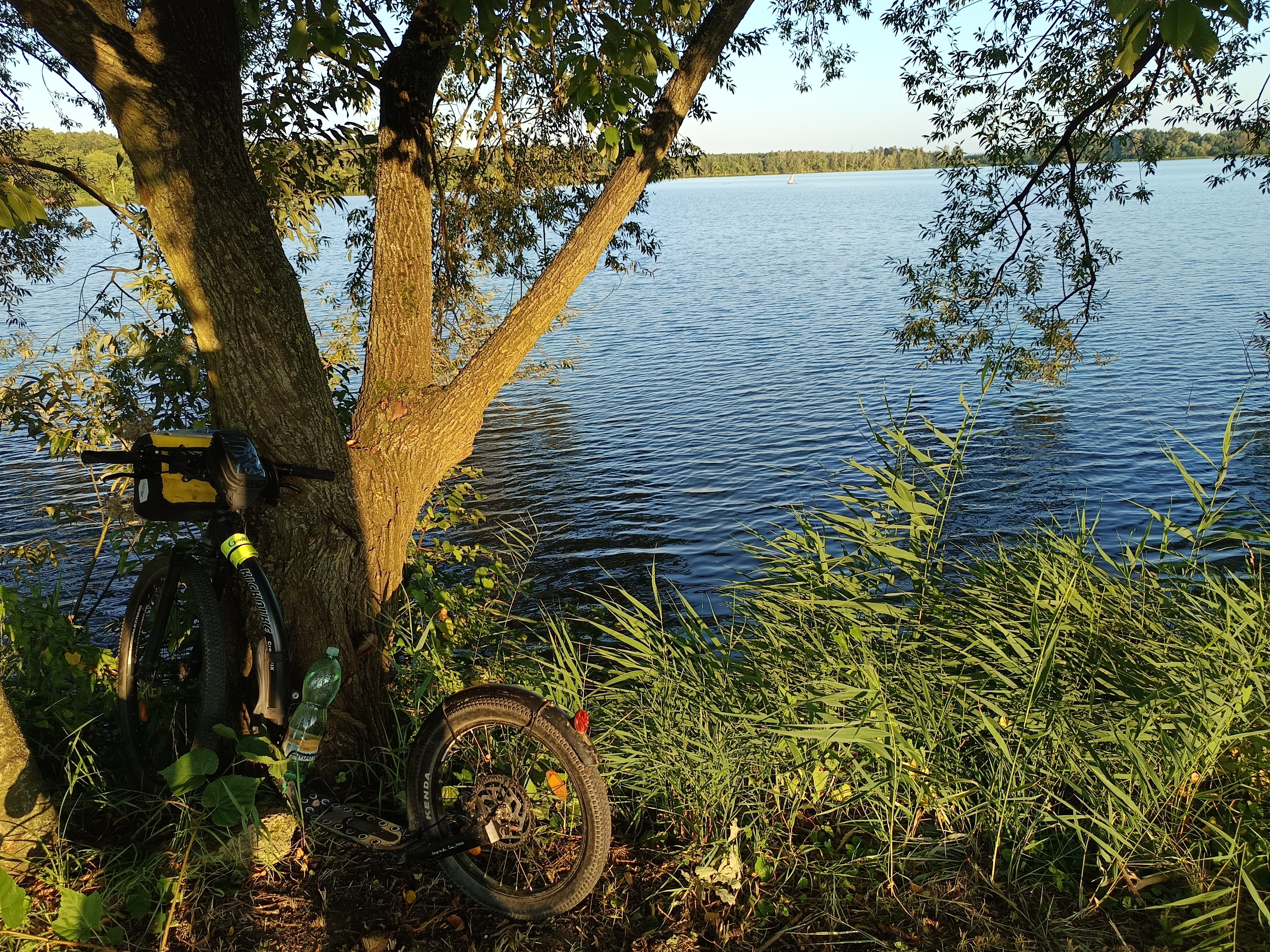
Rybník Buňkov